# Помста пухнастих
«Помста пухнастих» (англ. Furry Vengeance) — кінокомедія режисера Роджера Камбла 2010 року з Бренданом Фрейзером, Брук Шилдс та Кеном Джонгом у головних ролях. Фільм отримав негативні відгуки від критиків, зокрема сюжет фільму повністю копіює сюжет мультфільму «Лісова братва».

## Зміст
Амбіційний бізнесмен Ден Сандерс розпочинає здійснення грандіозного проєкту: він хоче розбити місто прямо посеред Орегонської пустелі. Спокій і краса цих місць безжально порушується шумом екскаваторів і вантажівок. Та Сандерсу це не зійде з рук! На захист природи встають звірі — пухнасті, зубасті й пазуристі. Їхня помста не знає милосердя!

## Ролі
- Брендан Фрейзер — Ден Сандерс
- Брук Шилдс — Теммі Сандерс
- Метт Прокоп — Тайлер Сандерс
- Анджела Кінсі — Фелдер
- Кен Джонг — Ніл Лайман
- Роб Ріґґл — Ріггс
- Скайлер Семюелс — Ембер
- Джим Нортон — Генк
- Патріс О'Ніл — Гас
- Тобі Гасс — Вілсон
- Воллес Шон — доктор Крістіан Берр
- Ді Бредлі Бейкер — озвучка тварин

## Зйомки
Фільм був знятий в Бостоні та Топфілде і в їх околицях, штат Массачусетс, США.